# معركة الارتفاع 776
كانت المعركة الارتفاع 776، جزء من معركة أولوس-كيرت ضمن الحرب الشيشانية الثانية التي وقعت أثناء القتال من أجل السيطرة على ممر نهر أرغون في منطقة شاتويسكي في وسط الشيشان، بين قرى أولوس - كيرت.
في أواخر فبراير 2000، حاول الجيش الروسي تطويق وتدمير قوة انفصالية شيشانية كبيرة (التي شملت العديد من المقاتلين الأجانب) وإجبارها على الانسحاب من العاصمة الشيشانية جروزني إلى شاتوي وفيدينو الواقعة في الجبال الجنوبية من الشيشان وحدث ذلك في أعقاب حصار 1999-2000 الذي تم به الاستيلاء على غروزني واختراق قوة المتمردين الرئيسية في المدينة في وقت سابق من ذلك الشهر. في 29 فبراير 2000، وبعد ساعات من تأكيد وزير الدفاع الروسي إيغور سيرغييف لحكومته أن الحرب الشيشانية قد انتهت، ، كانت هناك قوة روسية معزولة تتألف أساسًا من مجموعة من المظليين في الفرقة المحمولة جواً رقم 76 من مدينة وجد بسكوف معزولة من قوة شيشانية متراجعة بقيادة سيف الإسلام خطاب،  قائد المقاتلين الأجانب في الشيشان. بعد قتال عنيف خلال القتال بين عشية وضحاها، تم التغلب على المواقع الروسية على التل وقتل معظم الجنود.
لا يزال عدم اليقين يحيط بالعديد من جوانب المشاركة، بما في ذلك عدد المقاتلين، والإصابات، ومقدار الدعم المدفعي والدعم الجوي، وحتى كم من الوقت استمرت المعركة.

## المعركة
الهدف من فرقة عمل المجموعة القتالية المعادية للقوات التكتيكية الروسية المحمولة جواً (VDV) في المنطقة، استنادًا إلى الفوج 104 الحارس المحمول جواً للقسم رقم 76، بالإضافة إلى فرق من GRU ومجموعة النخبة Vympel، لمنع خروج من خانق، في حين حاولت القوات الروسية الأخرى لتطويق قوة شيشانية كبيرة مغادرة قرية أولوس كيرت. كانت المجموعة السادسة، وهي جزء من الكتيبة الثانية للفوج، جزءًا من قوة الإغلاق. وكان قائد المجموعة الرائد سيرجى مولودوف. ومع ذلك، فقد كان في الواقع يقودها شخصياً الكولونيل مارك يفتيوخين، قائد الكتيبة بأكملها. كان معه فصيلة استطلاع وفريق مراقب للمدفعية يقودها الكابتن فيكتور رومانوف.
في فجر 29 فبراير، في الضباب الكثيف، فوجئ الروس بتفجير شيشاني كبير وهجوم شيشاني على مؤخرة مجموعة استكشافية تضم حوالي 20 مقاتلاً متمرداً، سرعان ما انضم إليهم عدد أكبر بكثير ممن حاصرهم. بعد أن تكبدوا خسائر فادحة (بما في ذلك وفاة الميجور مولودوف) من الكمين الأولي، تراجع بقية الروس إلى قمة التل المعين في ارتفاع 776، حيث قاموا بحفر مواقع دفاعية على سرعة. تلقوا الدعم من النيران، بما في ذلك قذائف الهاون ذاتية الدفع من طراز 2S9 Nona من طراز كتيبة المدفعية 2S9 ؛ ومع ذلك، ورد أن زوج من مروحيات هجومية من طراز ميل مي-24 عادت مرة أخرى بعد إطلاق النار عليهم في الطريق. كانت التعزيز الروسية الوحيدة التي وصلت إلى الارتفاع 776 14 رجلاً من الفصيلة الثالثة للمجموعة الرابعة، التي يقودها شخصياً نائب قائد الكتيبة الميجر ألكسندر دوستافالوف. وكانت محاولات المجموعات الأولى والثالثة، فضلاً عن بقية المجموعة الرابعة، لإنقاذ رفاقها المحيطين أو وقف الاختراق، كانت غير ناجحة إلى حد كبير. في نهاية المطاف، طالب الكابتن رومانوف، الذي أصيب بجروح خطيرة، بالحصول على دعم لإطلاق النار في موقعه الخاص قبل أن يتم تجاوزه في الهجوم الشيشاني الأخير. وفقا للروس، قتل 84 من جنودهم في القتال على ارتفاع 776، بما في ذلك جميع الضباط. نجا سبعة جنود فقط من المقاتلين من المعارك، وأصيب أربعة منهم بجروح  (بعض المصادر الروسية تعترف بستة ناجين فقط، ولا تحتسب السابع الذي كان قد أجاب على طلب الاستسلام، ثم تعرض للضرب، وجرد من ملابسه العسكرية وتخلى عنه المتمردون ).

## الخلافات
أحرجت المعركة المسؤولين العسكريين الروس، الذين حاولوا إخفاء الضحايا التي عانوا منها. كبار القادة العسكريين في روسيا (بما في ذلك مارشال الاتحاد الروسي سيرغييف،  قائد الجنرال VDV جورجي شباك،  وقائد القوات الفيدرالية في الشيشان، الجنرال جينادي تروشيف ) أصر في البداية على أن 31 فقط من قتل رجالهم في المعركة ونفى الشائعات غير الرسمية من 86 قتيلا. كما قال سيرغي ياسترجمبسكي، المتحدث باسم الرئيس الروسي فلاديمير بوتين في الشيشان، إن 31 حالة وفاة هي «إجمالي خسائر تلك المعركة لعدة أيام». بعد أيام من الإنكار، اعترف المسؤولون الروس في النهاية بالخسائر، بعضها على ما يبدو بسبب نيران صديقة من المدفعية الخاصة بهم. وذكرت الصحف الروسية أن المشير سيرجيف قد أمر بتغطية الخسائر،  حيث جاءت الخسارة بعد أسبوع واحد فقط من مقتل 25 رجلاً من الفرقة السابعة والأربعين المحمولة جواً في معركة أخرى في الشيشان. وحتى بعد أن تأكد سيرغييف من مقتل «85 شخصًا» على الأقل، قال نائب قائد الجيش الألماني نيكولاي ستاسكوف إنهم قتلوا على مدى أربعة أيام، من 29 فبراير إلى 3 مارس. وفقا لأحد المصادر «بشكل غير رسمي فإن الخسائر التي تكبدها المظليين الروس في 1 مارس ألقيت عليها [القيادة الروسية] اللوم على قرار قائد المجموعة الشرقية الجنرال سيرغي ماكاروف وقائد المجموعة التكتيكية VDV أليكساندر لينتسوف». وبلغ الرقم النهائي في نهاية المطاف في 84. ومع ذلك، لم يتم الكشف رسميا عن إجمالي القوة الروسية والخسائر بين الوحدات الروسية الأخرى العاملة في منطقة أولوس-كيرت.
في الأيام الأولى بعد المعركة، قال الجنرال تروشيف إن 1000 من المقاتلين المتمردين متورطون. تم رفع هذا الرقم لاحقا إلى 1500-2000 بواسطة ياسترجمبسكى  وفي النهاية إلى 2500 من تروشيف. ومع ذلك، وفقا لبيان الكولونيل جنرال فاليري مانيلوف، النائب الأول لرئيس الأركان العامة الروسية، كان هناك فقط 2500 إلى 3500 مقاتل انفصالي في جميع أنحاء الشيشان في هذا الوقت. وفقا لياسترجمبسكي في 6 مارس، قام حوالي 70 متمردًا بإلقاء أسلحتهم على ما أسماه «جيب» في سيلنتوسين، بينما «ربما نجح 1000 شخص في الفرار». ذكرت أول تصريحات رسمية روسية مقتل 100 من المقاتلين الشيشان بسعر 31 جنديًا روسيًا. وفقا لمقال في النجم الأحمر (صحيفة)، الصحيفة الرسمية لوزارة الدفاع الروسية، بلغ عدد الضحايا الانفصاليين في منطقة أرغون جورج ما يقرب من 400 قتيل، بما في ذلك 200 جثة يزعم العثور عليها في ارتفاع 776. ومع ذلك، تم رفع التقدير الفيدرالي الرسمي فيما بعد إلى حوالي 500 من قتلى العدو، وفقا لموقع الحكومة الروسية على شبكة الإنترنت،  وفي عام 2008، تحدثت محطة التلفاز الروسية الناطقة باللغة الرسمية روسيا اليوم عن أكثر من 700 مقاتل قتلوا هناك.
في 10 مارس، أعلن الرئيس الشيشاني أصلان مسخادوف عن أمر عام ببدء «حرب حزبية شاملة» ، وتناثرت القوات الانفصالية الباقية في الأراضي التي لم تنضج بعد شن حرب عصابات طويلة. وهكذا فقدت القيادة الروسية إحدى فرصها الأخيرة لهزيمة عدد كبير من المقاتلين المؤيدين للاستقلال في موقع مركّز، على الرغم من أن القوات الفيدرالية استطاعت في مارس إلحاق خسائر مدمرة ضد عمود مختلف قوامه ما بين 1000 و 1500 مقاتلة (محاصرة مجموعة تحت رسلان غلاييف في 6 مارس ثم قتل المئات منهم في الحصار التالي).
في الوقت الذي لم يكن فيه مدنيون على مقربة من الاشتباكات في منطقة الارتفاع 776 غير المأهولة، كانت هناك إصابات خطيرة بين المدنيين أثناء النضال في منطقة أرغون غور الأوسع نطاقاً، ولا سيما من الهجمات المدفعية والهجمات الجوية على أولوس-كيرت وياريشماردي وغيرها من القرى. حيث كان الآلاف من السكان المحليين واللاجئين من غروزني محاصرين. علاوة على ذلك، هناك العديد من التقارير الموثوقة عن الفظائع المباشرة ضد السكان. على سبيل المثال، في 6 مارس، احتجز جنود مجموعة من المدنيين عند نقطة التفتيش الروسية الشهيرة على الطريق بين أولوس-كيرت ودوبا-يورت؛ 12 شخصًا من المجموعة «اختفوا» وتم استخراج جثث ثلاثة منهم في قرية تانجي-تشو القريبة بعد شهرين. في حادث سيء السمعة في أواخر مارس، اختُطفت فتاة محلية، إلزا كونغاييفا، من منزلها في تانغي-تشو، ثم اغتصبت وخُنقت حتى الموت على يد العقيد في القوات البرية الروسية يوري بودانوف.

## بعد

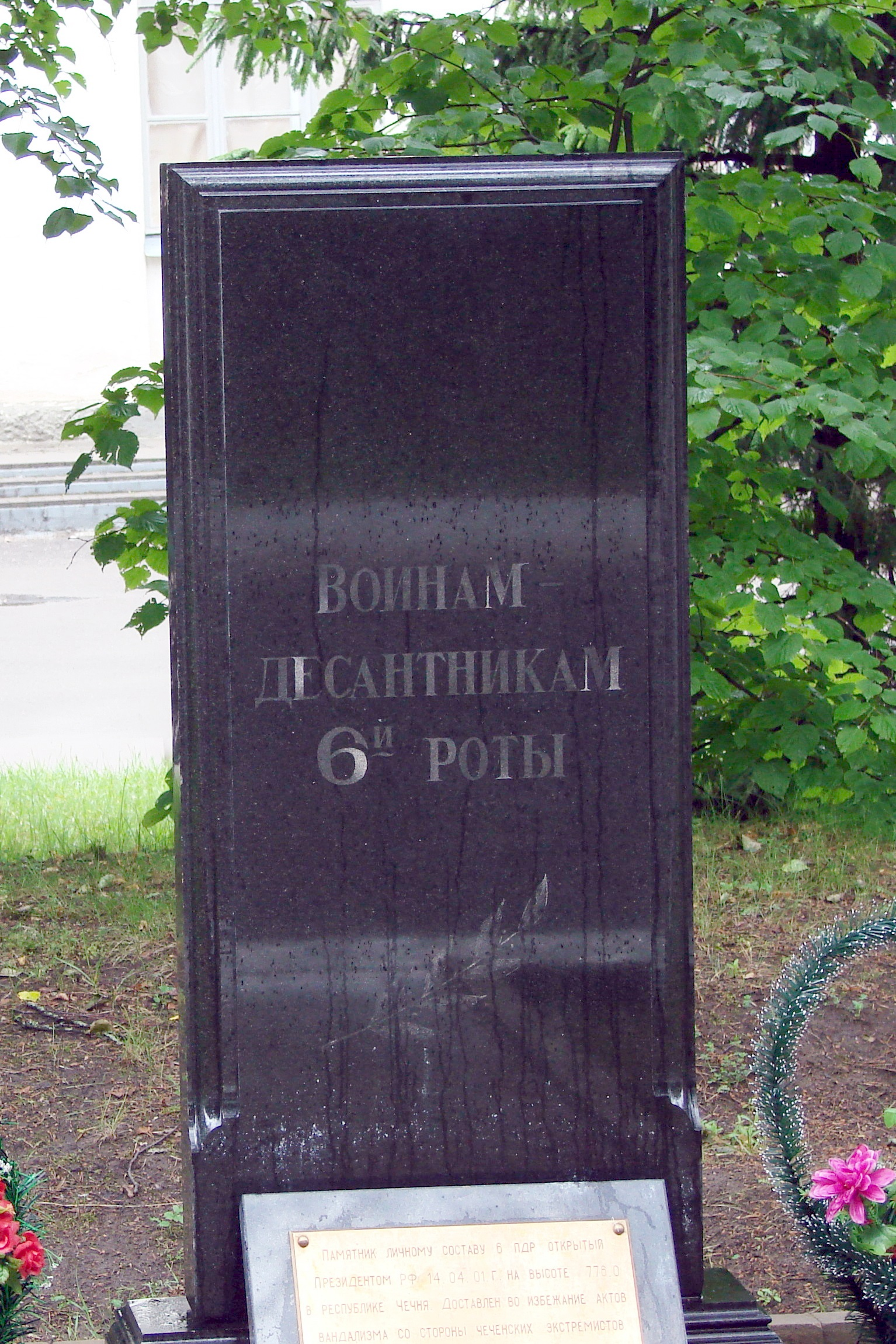
نصب تذكاري لتكريم المظليين من السرية السادسة، الكتيبة الثانية، فوج المظليين 104 من فرقة الحرس المحمولة جواً رقم 76 (بسكوف) الذين لقوا حتفهم في معركة الارتفاع 776

في وقت لاحق، كان المظليين ينظرون إلي المنطقة كقاعدة أخيرة مجيدة، مؤكدا على سمعة VDV بنفس الطريقة التي فعلت في معركة كامارون للفيلق الفرنسي، وتم تكريس الأحداث بسرعة في أسطورة بطولية. على الرغم من أن البعض في الجيش الروسي ينظر إليها على أنها هزيمة كان من الممكن تجنبها، إلا أنها تُروى رسميًا في روسيا كمثال على الشجاعة والتضحية.
في عام 2001، طار بوتين إلى الشيشان لزيارة ساحة المعركة السابقة. في عام 2008، أي قبل يوم واحد من المدافع الروسي عن يوم الأرض، أعيد تسمية شارع في غروزني رسميًا باسم "84 Pskov Paratroopers Street"،  وهي خطوة أثارت مزيدًا من الجدل في الشيشان.

## جوائز
في 12 مارس 2000، وقع الرئيس بوتين لمنح جوائز الدولة الروسية للمشاركين في المعركة. حصل 63 جنديا على وسام الشجاعة و 22 (جميع الضباط 13 و 9 من الرجال المجندين) حصلوا على أعلى وسام في البلاد ولقب بطل الاتحاد الروسي. في المقابل، تم منح 65 ميدالية فقط من ميدالية بطل الاتحاد السوفياتي طوال فترة التدخل السوفياتي الذي استمر عشر سنوات في أفغانستان.

ابطال من الاتحاد الروسي المتلقين لهذا الحادث هم:
- العقيد مارك يفتيوخين ⚔
- عمدة الحراسة سيرجي مولودوف ⚔
- الحارس الرائد الكسندر دوستافالوف ⚔
- حارس الكابتن رومان سوكولوف ⚔
- حارس الكابتن فيكتور رومانوف ⚔
- حراسة الملازم أليكسي فوروبيوف ⚔
- حراسة اللفتنانت أندريه شيرستياننيكوف ⚔
- حارس الملازم أندريه بانوف ⚔
- الحارس اللفتنانت دميتري بتروف ⚔
- حارس الملازم الكسندر كلكاتين ⚔
- الملازم اوليغ ارماكوف ⚔
- ملازم أول الكسندر ريازانتسيف ⚔
- ملازم ديمتري كوزيمياكين ⚔
- رقيب الحرس (خدمة العقود) سيرغي ميدفيديف ⚔
- رقيب حراسة (خدمة العقود) ألكسندر كومياجين ⚔
- رقيب الحرس (خدمة العقود) ديمتري غريغورييف ⚔
- حارس الرقيب سيرغي فاسيليوف ⚔
- رقيب في الحرس فلاديسلاف دوخين ⚔
- حارس العريف (خدمة العقود) الكسندر ليبيديف ⚔
- حارس العريف الكسندر جيردت ⚔
- الحرس الخاص حكايات أليكسي ⚔
- رقيب الحرس ألكسندر بولينسكي (الناجي،)

## في الثقافة الشعبية
تم إنتاج سلسلة من الإنتاجات الروسية التي تستند إلى هذه الأحداث في السنوات التالية للمعركة، بما في ذلك عرض موسيقي مسرحي عام 2004،  المسلسل التلفزيوني عام 2004 Chest imeyu "I Hon the Honor"، تلفزيون عام 2006 من أربعة أجزاء فيلم Grozovye vorota "The Storm Gate" وفيلم عام 2006 Proriv"Breakthrough".